# Areszt śledczy

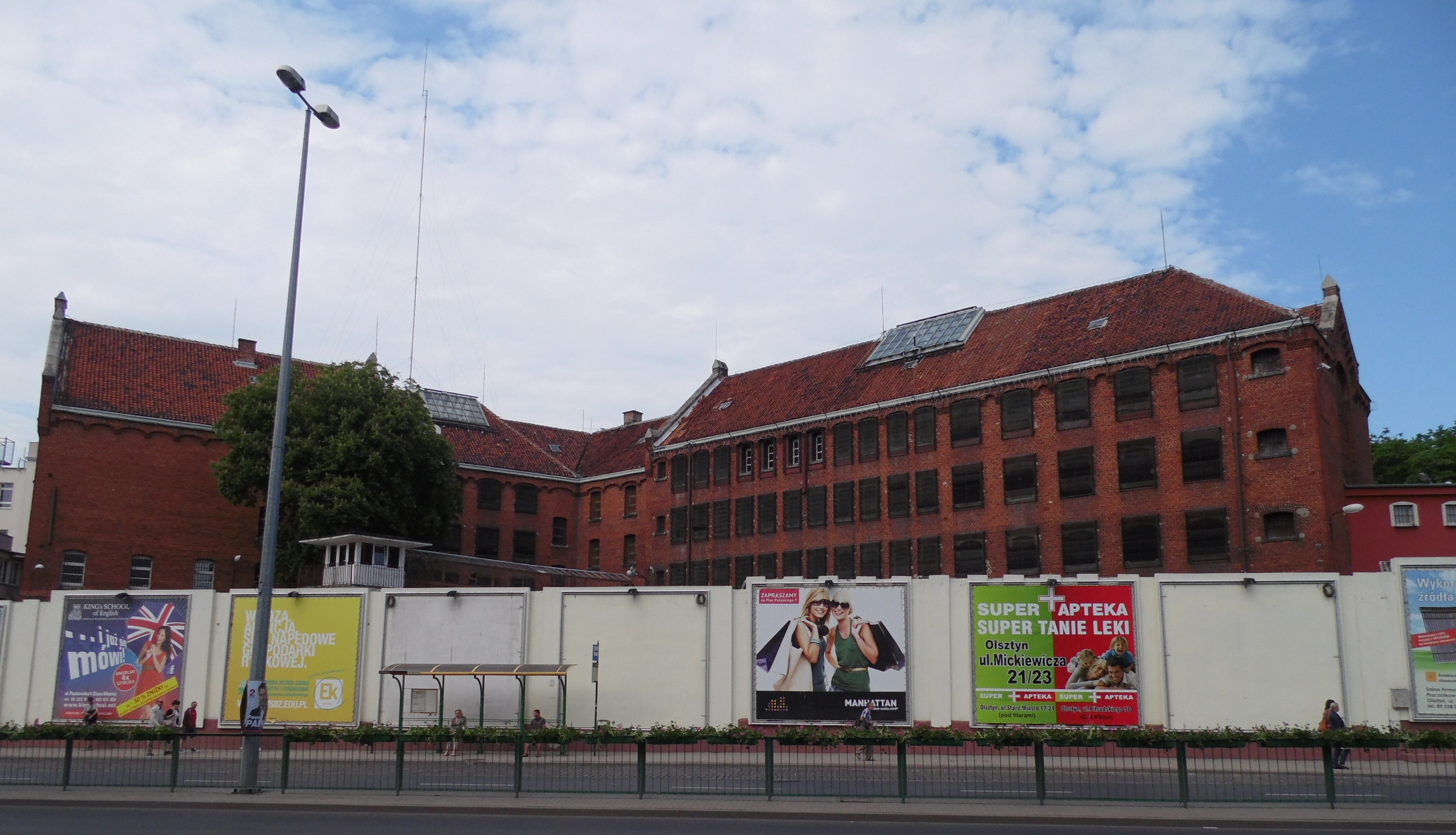
Areszt śledczy

Areszt śledczy – miejsce osadzania osób tymczasowo aresztowanych.
Areszty śledcze występują w dwóch rodzajach:
- samodzielne,
- oddział zakładu karnego.

W praktyce areszty śledcze będące osobnymi jednostkami służą również do wykonywania kary pozbawienia wolności, przejmując funkcje zakładów karnych, z którymi są zbliżone organizacyjnie i pod względem wyposażenia.